# Juan del Encina
Juan del Encina, eredeti neve Juan de Fermoselle (1468. július 12. – León, 1529) spanyol költő, drámaíró, zenész, a spanyol dráma egyik megalapítója.

## Életútja
Szülővárosáról sok vita folyt, mielőtt kiderült, hogy a Salamanca melletti Encina (La Encina vagy Encina de San Silvestre) településen született egy cipész családjában. A Salamancai Egyetemről, illetve a székesegyházból, ahol kántori teendőket végzett, került 1498-ban a második Alba herceg (Fadrique Álvarez de Toledo, 1460 k. –1531) szolgálatába, akinek palotájában mutatták be első darabjait. A herceggel együtt részt vett Granada győzelmes ostromában (1491 vége), majd Rómába ment, ahol a pápa pártfogoltjaként élt 1502–1509 között, közben megismerkedve itáliai költők népszerű műveivel. A pártfogás hét év múltán málagai kanonoksághoz (?) segítette. Fölszenteltette magát, Jeruzsálembe utazott, ahol első miséjét is elmondta (1519), végül a leóni székesegyház priori székébe ült. 

## Irodalmi munkássága
Juan del Encina korán kezdett írni. 14-25 éves kora között mintegy 160 lírai verset szerzett, köztük nyolcvanat zenére is alkalmazott. Ez utóbbiak Asenjo Barbieri Concionero Musical de los siglos XV-XVI. című művében  maradtak fenn. Népies verseit a játékos képzelet és a jóízlés jellemzi. 
Költészete mintegy átmenetet képez a közép- és az újkori költészet között. Költői műveinek gyűjteményét Cancionero címmel adta ki (Salamanca, 1496). Ezt tartják az első spanyol magán daloskönyvnek, mely kizárólag a saját műveit tartalmazza. A gyűjteményhez csatolt Arte de poesia castellana című prózában írt értekezés a spanyol költészettan első kísérletének mondható. Jeruzsálemi útját – jóval később – Tribagia o Vía sacra de Hierusalem című elbeszélő költeményében örökítette meg (Róma, 1521). 
A spanyol dráma lényegében Encina munkásságával kezdődik. Tizennégy darabja maradt fenn, közülük hat vallási, a többi világi, szerelmi témájú. A vallási téma, a világi pásztorjáték és a népi elem váltja egymást drámai párbeszédekből álló verses darabjaiban, melyeket eklogának (égloga), vagy néha előadásnak (representación) nevezett. Az ekloga szót Vergiliustól vette át, akinek eklogáit spanyolra fordította. A pásztorok szerepeltetése és a mezei élet színrehozása – Vergilius és Jacopo Sannazaro nyomán – neki köszönhető. 
Kezdetben bibliai témákat vitt színre. A hercegi kápolnában előadott korai jeleneteket még nem a cselekmény, hanem csak a párbeszédes forma teszi „drámák”-ká,: a pásztorok beszélgetése a jászol előtt, két remete beszélgetése Veronikával az úr haláláról. Juan del Encina liturgikus drámái tekinthetők a spanyol autó-k első kísérleteinek. Legjobb darabjai e műfajban: Eglogas de Navidad, Auto del Repelón (parasztok és diákok verekedése), farsangi autói, Gil y Pascuala pásztori víg-eklogája. (A spanyol auto sacramental műfaj – vallásos-allegorikus játék – fejlődésének csúcsát Calderón drámáiban érte el).
Később, Rómában írt és játszott drámai kísérletei eltávolodnak az ünnepi rendeltetéstől, a korábbi jelenetek idilljét szenvedélyesebb hang váltja fel. Az antik és a kortárs itáliai szerzők drámáinak hatása érezhető rajtuk, ezt antik istenek szerepeltetése is jelzi. A Cristino y Febea c. eklogában a fiatalság és a szerelem diadalmaskodik az aszkéta nézetek felett. A Plácida y Vitoriano-ban a történet kissé bonyolultabb, mint a többi darabban. Plácida összevész kedvesével, Vitorianóval és öngyilkos lesz. Vitoriano Vénuszhoz fohászkodik segítségért, aki feltámasztja a lányt.